# Tom Bosley
Thomas Edward «Tom» Bosley (Chicago, Illinois; 1 de octubre de 1927-Rancho Mirage, California; 19 de octubre de 2010) fue un actor estadounidense.

## Biografía
Bosley fue conocido por sus papeles como protagonista y actor de reparto en las series de televisión Días felices, Se ha escrito un crimen y Los misterios del padre Dowling, así como por interpretar el papel protagonista en el musical ganador del premio Pulitzer Fiorello!. Por encarnar a Fiorello La Guardia en esta última obra, recibió en 1960 el premio Tony al Mejor actor principal en un musical. En 1974 fue candidato al premio Emmy por la serie Días felices. Falleció el 19 de octubre de 2010 en un hospital de Rancho Mirage debido a complicaciones de cáncer de pulmón.